# Серафим (Чичагов)
Митрополи́т Серафи́м (в миру Леони́д Миха́йлович Чича́го́в; 9 (21) января, по другим источникам 9 (21) июня 1856, Санкт-Петербург — 11 декабря 1937, Бутовский полигон, Московская область) — епископ Русской православной церкви; с февраля 1928 по октябрь 1933 года — митрополит Ленинградский. Расстрелян в 1937 году, реабилитирован посмертно. Внук Н. П. Чичагова.
Прославлен в лике святых священномучеников Русской православной церковью в 1997 году. Память совершается 28 ноября (11 декабря), а также в Соборе Бутовских новомучеников и в Соборе Дивеевских святых.

## Биография
Родился 9 (21) января 1856 года в Санкт-Петербурге в семье генерал-майора артиллерии Михаила Чичагова и Марии Чичаговой. Принадлежал к одному из наиболее известных дворянских родов Костромской губернии. Дед — действительный статский советник, историк Никифор Петрович Чичагов. Среди дальних родственников — адмиралы Василий Чичагов и Павел Чичагов.
По воспоминаниям протопресвитера Георгия Шавельского, «о своём дворянстве архиепископ Серафим никогда не забывал и ставил его, по крайней мере, не ниже своего архиепископства. Когда в 1913 г. архиепископ Владимир (Путята), тоже бывший гвардейский офицер, был уличен в тяжких преступлениях и отдан под суд, архиепископ Серафим укорял его: „Владимир, как тебе не стыдно, ты срамишь наше дворянское сословие!“»

### Образование
Окончил в 1870 году Первую санкт-петербургскую классическую гимназию, в 1875 году Пажеский корпус по первому разряду. Позднее вспоминал: «Мы были воспитаны в вере и православии, но если выходили из корпуса недостаточно проникнутыми церковностью, однако хорошо понимали, что православие есть сила, крепость и драгоценность нашей возлюбленной родины».

### Военная служба
С 1874 года — камер-паж.

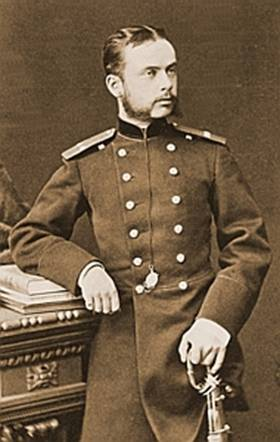

В 1875 году поступил в чине подпоручика в 7-ю конно-артиллерийскую бригаду, в связи с её упразднением переведён в 5-ю конно-артиллерийскую бригаду. Был прикомандирован к 1-й Его Величества батарее Гвардейской конно-артиллерийской бригады.
В 1877—1878 годах участвовал в русско-турецкой войне. Награждён орденами святой Анны IV степени с надписью «За храбрость» (за отличие в сражениях под Горным Дубняком 12 октября и Телишем 16 октября 1877 года), святого Станислава III степени с мечами и бантом (за переход через Балканские горы 13—19 декабря 1877 года), святой Анны III степени с мечами и бантом (за сражение под Филиппополем 3—5 января 1878 года), саблей с дарственной надписью от императора (за осаду и взятие Плевны).
С 1878 года — гвардии поручик, с 1881 года — штабс-капитан. С 1880 года — адъютант помощника генерал-фельдцейхмейстера генерала графа Александра Баранцова.
В 1881 году был командирован во Францию на манёвры французских войск, изучал устройство французской артиллерии. В этом же году был награждён орденом св. Станислава II степени.
В 1882 году награждён Кавалерским крестом ордена Почётного легиона и черногорским орденом Данилы Первого IV степени.
Принимал участие в вооружении крепостей на западной границе России и оснащении болгарской армии.
В 1883 году награждён Румынским Железным крестом, Болгарским орденом св. Александра III степени. В 1884 году — орденом св. Анны II степени.
В 1890 году уволен в отставку, в 1891 году «для сравнения со сверстниками» произведён в полковники.

### Священник
С 1878 года был духовным чадом священника Иоанна Сергиева; по благословению последнего вышел в отставку и принял духовный сан. Епархиальный орган Тверской епархии в апреле 1914 года писал в биографическом очерке о своём новом архипастыре: «О. Иоанн Кронштадтский, у которого он проходил искус послушания, благословил его быть священником».
С 1881 года — староста Преображенского собора и ктитор Сергиевского всей артиллерии собора в Санкт-Петербурге, в селе Клементьеве самостоятельно изучал богословские науки. Интересовался проблемами народной медицины (автор системы лечения организма лекарствами растительного происхождения, которая изложена им в фундаментальном труде «Медицинские беседы»). Кроме того, подготовил к публикации мемуары своего дальнего родственника — адмирала Павла Чичагова.
26 февраля 1893 года в московском синодальном храме Двунадесяти апостолов (в Кремле) был посвящён в сан диакона; 28 февраля — в сан священника этого храма. На свои деньги восстановил храм, за что митрополит Московский Сергий (Ляпидевский) наградил его набедренником и скуфьёй. Основал благотворительное общество «Белый крест», имевшее целью оказание помощи нуждающимся воинам, потерявшим здоровье на службе, их детям, жёнам и вдовам.
В 1895 году овдовел, у него остались дочери — Вера, Наталия, Леонида и Екатерина.
С 14 февраля 1896 года — священник храма Николая Чудотворца в Старом Ваганькове, окормлял артиллерийские части Московского военного округа. До этого храм в течение тридцати лет был закрыт; отец Леонид восстановил его на собственные средства. Написал книгу военных мемуаров, за что был награждён болгарским орденом Святого Александра «За гражданские заслуги» II степени и греческим орденом Христа Спасителя II степени.

### Монашество и участие в прославлении Серафима Саровского

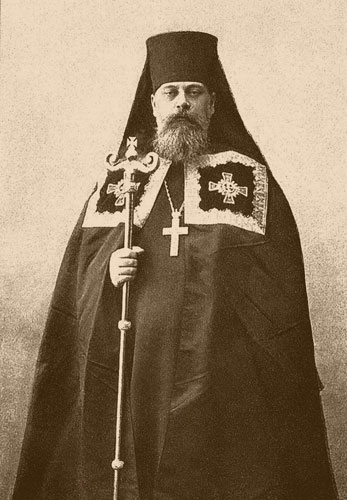
Архимандрит Серафим

В 1896 году вышло в свет первое издание составленной им «Летописи Серафимо-Дивеевского монастыря», значительная часть которой была посвящена деятельности Серафима Саровского. Прежде он посетил этот монастырь, где святая блаженная Параскева Дивеевская (Паша Саровская), помнившая старца Серафима, сказала ему: «Вот хорошо, что ты пришел, я тебя давно поджидаю: преподобный Серафим велел тебе передать, чтобы ты доложил Государю, что наступило время открытия его мощей и прославления». Он пришёл в недоумение, поскольку по своему положению не мог быть принят царём, однако, по его свидетельству, «однажды меня пронзила мысль, что ведь можно записать всё, что рассказывали о преподобном Серафиме…привести весь этот материал в систему… затем этот труд, основанный не только на воспоминаниях, но и на фактических данных и документах… напечатать и поднести Императору». Позднее он действительно получил аудиенцию у императора Николая II, передал ему свою книгу, что способствовало канонизации Серафима Саровского.
Овдовев, 14 августа 1898 года принял монашеский постриг с именем Серафим. В 1899 году был назначен настоятелем суздальского Спасо-Евфимиева монастыря с назначением благочинным монастырей Владимирской епархии, в связи с чем возведён в сан архимандрита.
Занимался реставрацией этого монастыря, написал житие преподобного Евфимия. При нём было отремонтировано арестантское отделение (предназначавшееся для лиц духовного звания), для узников устроена библиотека, а некоторые из них освобождены по его ходатайству. Когда в начале XX века под влиянием либерализации общества встал вопрос о ликвидации монастырской тюрьмы, Владимирский архиепископ Сергий (Спасский) направил в Синод письмо с протестом, указывая, что в таком случае «епископам будет трудно управлять епархиями», и потому он «всеусерднейше просит от себя и за других епископов не закрывать арестантское отделение Суздальского монастыря». Такую точку зрения разделял и тогдашний архимандрит Спасо-Евфимиева монастыря Серафим (Чичагов).
В 1902 году по повелению императора и определению Святейшего синода ему были поручены подготовительные работы к канонизации Серафима Саровского, состоявшейся в 1903 году. Написал житие преподобного, выпустил второе издание «Летописи Серафимо-Дивеевского монастыря». Был одним из организаторов церемонии прославления.

### Настоятель Новоиерусалимского монастыря
5 февраля 1904 года был назначен настоятелем Воскресенского Ново-Иерусалимского монастыря и 14 февраля вступил в должность. Чтобы хозяйственное послушание исправлялось «как должно», а хором, монастырскими гостиницами и странноприимным домом управляли монашествующие, архимандрит Серафим увеличил в три раза число послушников. Поскольку бывшее в монастыре пение вызывало постоянное неудовольствие богомольцев, архимандрит Серафим сформировал «правильный хор певчих». Была закончена строительством и вступила в действие новая каменная двухэтажная гостиница, по монастырю проведён новый водопровод, позволивший значительно улучшить качество потребляемой воды, обновлён весь монастырский комплекс. Был обновлён и переустроен созданный архимандритом Леонидом (Кавелиным) музей. Кроме того, архимандрит Серафим дополнил его коллекцию своими пожертвованиями, начал составление новых описей музея и ризницы, организовал монастырскую библиотеку, для которой выписал газеты и журналы.
Особенную благодарность братии и посетителей монастыря архимандрит Серафим заслужил тем, что заменил в Воскресенском соборе чугунный пол на тёплый деревянный — был положен дубовый паркет, а освободившимися чугунными плитами вымощены дорожки в монастыре и тротуар от монастырских ворот до всех гостиниц и странноприимного дома, бывшие прежде неустроенными, так что весной и осенью бывала грязь.
Для реставрации иконостасов архимандрит Серафим пригласил иконописца Александра Лебедева, которого знал по его работам: «Лебедев вполне оправдал этот выбор. Реставрация производилась по всем правилам искусства. С каждого образа до реставрации снимался фотографический снимок, чтобы во всякое время и всякий мог видеть точность воспроизведения и судить о ценности искусства».

### Архиерейское служение до и после революции
10 апреля 1905 года в Успенском соборе Московского Кремля митрополитом Московским Владимиром (Богоявленским) и другими архиереями хиротонисан в епископа Сухумского.
20 января 1906 года епископ Серафим передал в Румянцевский музей семейный архив адмиралов Василия Яковлевича и Павла Васильевича Чичаговых; в условиях пожертвования значилась возможность пополнять «Архив рода Чичаговых» документами и самого епископа.
С 6 февраля 1906 года — епископ Орловский и Севский. При нём в епархии были учреждены церковно-приходские советы. Распространял среди духовенства духовную литературу, проводил частые собеседования, был известен своей благотворительностью. За организацию приходской жизни в епархии награждён орденом святой Анны I степени. В 1907 году стал присутствующим членом Святейшего синода, занимался церковно-приходскими вопросами.
С 16 сентября 1908 года — епископ Кишинёвский и Хотинский.
При назначении в Кишинёв епископ Серафим получил предписание вести борьбу с «румынофильством» и «церковным сепаратизмом». По всей вероятности, эта кампания была навязана Серафиму и едва ли соответствовала его представлениям
о роли архиерея. Так что он по факту он скорее имитировал такую борьбу. Молдавское национальное движение в церковных кругах не было искоренено, хотя и было поставлено в рамки верноподданнического показного русофильства, исключавшего открытые симпатии к Румынии и румынской культуре. Но едва ли такая форма компромисса могла устроить с одной стороны русских националистов, стремившихся к большему «слиянию» молдаван с русскими, а с другой тех, кто считали, что логика исторического развития так или иначе приведет к усвоению молдаванами модерной румынской культуры. Выступал за сохранение «чистого молдавского языка» в богослужении, против распространения «культурного румынского языка», которому, по его мнению, обучали молдаван сепаратисты. Это привело к его конфликту с депутатом Государственной думы Пуришкевичем. 
Боролся с «иннокентьевщиной» — распространённым в епархии антицерковным движением. 
С 1909 года почётный член совета Русского собрания, почётный председатель Аккерманского отдела Союза русского народа.
В письме от 14 ноября 1910 года он писал: «Пред глазами ежедневно картина разложения нашего духовенства. Никакой надежды, чтобы оно опомнилось, поняло своё положение! Все то же пьянство, разврат, сутяжничество, вымогательство, светские увлечения! Последние верующие — содрогаются от развращения или бесчувствия духовенства, и ещё немного, сектантство возьмет верх… Никого и нет, кто бы мог понять наконец, на каком краю гибели Церковь, и отдать себе отчёт в происходящем… Время благоприятное пропущено, болезнь духа охватила весь государственный организм, перелома болезни больше не может случиться и духовенство катится в пропасть, без сопротивления и сил для противодействия. Ещё год — и не будет даже простого народа около нас, все восстанет, все откажется от таких безумных и отвратительных руководителей… Что же может быть с государством? Оно погибнет вместе с нами! Теперь уже безразлично, какой Синод, какие Прокуроры, какие Семинарии и Академии; всё охвачено агонией, и смерть наша приближается».
16 мая 1912 года возведён в сан архиепископа.
В 1911 году был почётным председателем Всероссийского съезда русских людей в Москве.
С 20 марта 1914 года — архиепископ Тверской и Кашинский; прибыл в Тверь 20 апреля 1914 года. Во время Первой мировой войны организовывал помощь беженцам, оснащал необходимыми средствами госпитали и санитарные поезда, призывал епархиальный клир вступать в ряды военного духовенства, а приходских причетников — идти на военную службу. Собирал пожертвования для раненых воинов.
29 февраля 1916 избран членом Государственного совета от монашествующего духовенства. Входил в Правую группу, был членом комиссии по делам народного просвещения.
В 1917 году как монархист был уволен с Тверской архиерейской кафедры. Член Поместного собора 1917—1918 годов, участвовал во всех трёх сессиях, член Судной комиссии при Совещании Епископов, председатель XI, член III, V, XVI отделов.
С 17 сентября 1918 года — митрополит Варшавский и Привислинский; из-за военно-политической ситуации не смог выехать в Варшаву, жил в Черниговском скиту Троице-Сергиевой лавры. С 1920 года — в Москве, где служил в различных храмах.
24 июня 1921 года было издано постановление судебной тройки ВЧК о его заключении в концлагерь сроком на два года по обвинению в том, что в случае предполагавшегося выезда в Польшу он намеревался «координировать — против русских трудящихся масс — за границей фронт низверженных российских помещиков и капиталистов под флагом дружины друзей Иисуса». Однако был арестован лишь 21 сентября того же года, заключён в Таганскую тюрьму. Тяжело заболел и 16 января 1922 года был освобождён.
25 апреля 1922 года решением судебной коллегии ГПУ выслан в Архангельскую область. В марте 1923 года выслан в Марийскую область. 16 апреля 1924 года вновь арестован по обвинению в организации прославления преподобного Серафима Саровского в 1903 году; 14 июля освобождён из-под стражи по ходатайству Патриарха Тихона, но был вынужден покинуть Москву. Жил в Воскресенском Феодоровском монастыре под Шуей на покое.
В 1927 году признал власть заместителя Патриаршего местоблюстителя — митрополита Сергия (Страгородского) и поддержал его декларацию, направленную на подчинение советской власти.

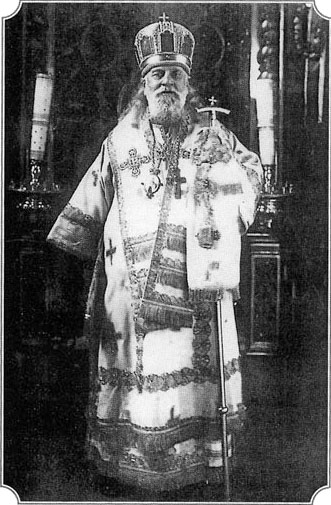
Серафим, митрополит Ленинградский

С 10 февраля 1928 года — митрополит Ленинградский и Гдовский. Боролся как с обновленчеством, так и с «правой» оппозицией митрополиту Сергию (Страгородскому) в лице весьма сильной в Ленинграде партии иосифлян. Первое богослужение в Ленинграде совершил 18 марта в Спасо-Преображенском соборе, где прежде был ктитором; последнее — там же 24 октября 1933 года. В его управление Ленинградской епархией в Ленинграде состоялось первое массовое закрытие крупных приходских храмов (некоторые из них тут же демонстративно снесли); в феврале 1932 года были арестованы, а затем высланы практически все монашествующие. В 1931 году целиком «безбожным» стал Кронштадт — все храмы города закрыли, всё духовенство выслали. При паспортизации городского населения не получил прописку в Ленинграде и был вынужден выехать в Тихвин.
14 октября 1933 года уволен на покой по состоянию здоровья. Отслужив 24 октября 1933 года Божественную литургию в храме своей юности — Спасо-Преображенском соборе, митрополит Серафим навсегда покинул свой родной город, передав свою паству митрополиту Алексию (Симанскому).

## Награды
- Орден св. Станислава III степени с мечами и бантом (1877) и II степени (1881)
- Орден св. Анны IV степени с надписью «За храбрость» (1877), III степени с мечами и бантом (1878), II (1884) и I (1908) степени
- Орден св. Владимира IV (1902), III (1905) и II (1916) степени
- Черногорский орден кн. Даниила Первого IV степени
- Французский орден Почетного легиона (1882)
- Болгарский орден св. Александра «За гражданские заслуги» III (1883) степени и II (1896) степени с наперсным крестом
- Румынский Железный крест (1883).
- Набедренник (1893—1895) за восстановление церкви Двенадцати Апостолов, награждён митрополитом Московским Сергием (Ляпидевским)
- Бархатная скуфья (1893—1895) за восстановление церкви Двенадцати Апостолов, награждён митрополитом Московским Сергием (Ляпидевским)
- Серебряная медаль на Андреевской ленте (1896) в память Коронования Их Императорских Величеств 14 мая 1896 г.
- Греческий орден Спасителя II степени с наперсным крестом (1897).

## Последние годы жизни, арест и расстрел
В 1933—1934 годах жил в Москве: некоторое время в резиденции митрополита Сергия близ Богоявленского собора в Елохове, затем в посёлке Удельная, снимая две комнаты у еврейской семьи. Сочинял церковную музыку, никогда не расставался с фисгармонией (уже после канонизации, в 1999 году было впервые публично исполнено его сочинение «Листки из музыкального дневника»).
Большое внимание уделял церковному пению. Рисовал, занимался иконописью. Автор образов Спасителя в белом хитоне и преподобного Серафима, молящегося на камне, находящихся в московской церкви во имя пророка Божия Илии, что в Обыденном переулке.
Протоиерей Стефан Ляшевский, посетивший Москву в 1936 году, вспоминал: «Я был бесконечно счастлив увидеть в последний раз, как потом оказалось, великого моего учителя Митрополита Серафима (Чичагова), жившего на покое в Москве, и которого я уже не видел перед тем несколько лет. Со слезами обнял он меня. Чувствовал великий Святитель, что видит меня в последний раз, многое он мне завещал на будущее, спеша все высказать».

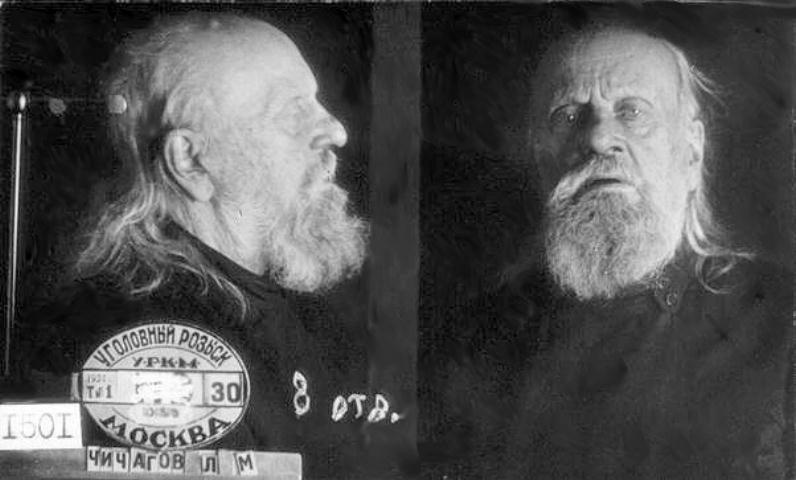
Фотография владыки Серафима из уголовного дела, 1937 год

30 ноября 1937 года арестован, находясь в состоянии тяжёлой болезни, был вынесен из дома на носилках и доставлен в Таганскую тюрьму на арестантской машине под видом машины «скорой помощи». При аресте у него были изъяты рукопись второго тома «Летописи Серафимо-Дивеевского монастыря», книги, музыкальные произведения, иконы, облачения.
На допросе 3 декабря отрицал, что «обрабатывал в антисоветском духе» своих почитателей. Один из свидетелей по его делу показал, что митрополит Серафим говорил:
Вы из истории хорошо знаете, что и раньше были гонения на христианство, но чем оно кончалось, торжеством христианства, так будет и с этим гонением — оно тоже кончится, и православная церковь снова будет восстановлена и православная вера восторжествует.

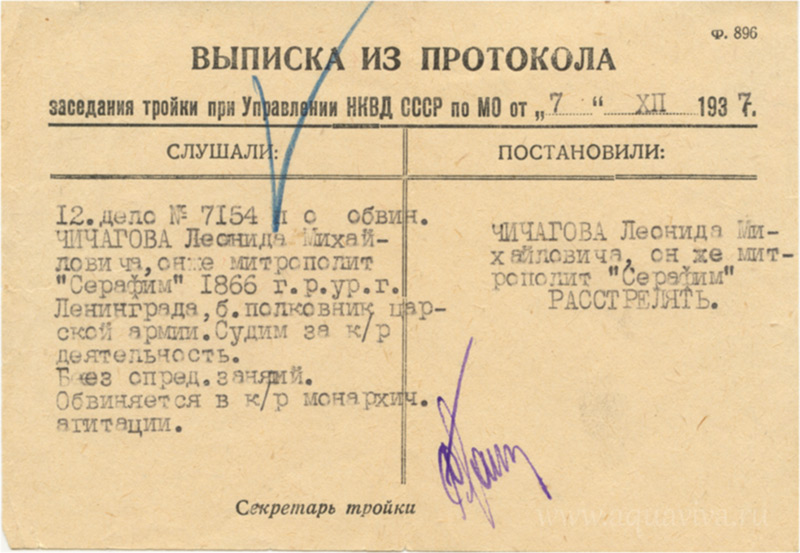
Выписка из протокола заседания тройки при управлении НКВД СССР по Московской области от 7.12.1937

7 декабря 1937 года тройка УНКВД по Московской области приняла постановление о его расстреле по обвинению в «контрреволюционной монархической агитации». Расстрелян 11 декабря 1937 года на полигоне НКВД в подмосковном посёлке Бутово.
10 ноября 1988 года полностью реабилитирован.

## Канонизация
В 1997 году Архиерейским собором Русской православной церкви причислен к лику святых как новомученик. Сбором и публикацией материалов для канонизации митрополита занималась его внучка В. В. Чёрная (в монашестве с 1994 года — Серафима).
29 сентября 2011 года в Твери на Третьем Всероссийском съезде православных врачей имя Серафима (Чичагова) было внесено в Золотую книгу Санкт-Петербурга.

### Тропарь священномученику Серафиму, глас 5
Воинство Царя Небеснаго паче земнаго возлюбив, служитель пламенный Святыя Троицы явился еси. Наставления Кронштадского пастыря в сердце своём слагая, данная ти от Бога многообразная дарования к пользе народа Божия преумножил еси. Учитель благочестия и поборник единства церковнаго быв, пострадати даже до крове сподобился еси. Священномучениче Серафиме, моли Христа Бога спастися душам нашим.

### Кондак, глас 6
Саровскому чудотворцу тезоименит быв, теплую любовь к нему имел еси, писаньми своими подвиги и чудеса того миру возвестив, верныя к его прославлению подвигл еси и благодарственнаго посещения самаго преподобнаго сподобился еси. С нимже ныне, священномучениче Серафиме, в Небесных чертозех водворяяся, моли Христа Бога серафимския радости нам причастником быти.

## Семья

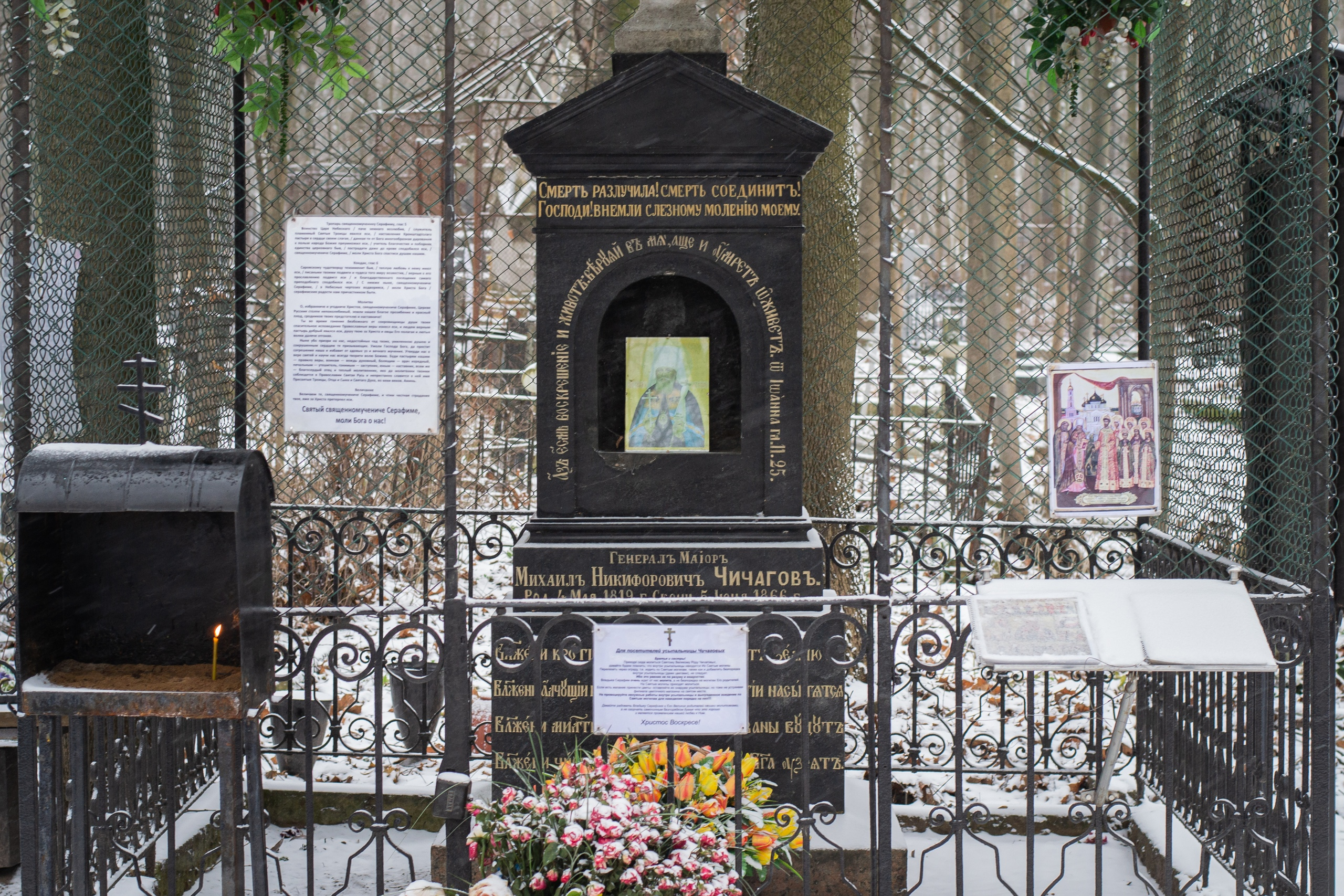
Захоронение М. Н. Чичагова на Смоленском кладбище в Санкт-Петербурге

- Отец — Михаил Никифорович Чичагов, полковник артиллерии, затем генерал-майор (4 мая 1819 — 5 июня 1866).
- Мать — Мария Николаевна Чичагова, урождённая Зварковская, писательница.
- Супруга (с 8 апреля 1879 года) — Наталия Николаевна Дохтурова, дочь камергера двора Его Императорского Величества, внучатая племянница героя Отечественной войны 1812 года генерала Дмитрия Дохтурова. Скончалась в 1895 году.
- Дочери — Вера, Наталия, Леонида, Екатерина.
- Внучка — Варвара Васильевна Резон-Чичагова, в замужестве Чёрная, затем игумения Серафима (1914—1999).

## Память
В декабре 2016 года в актовом зале бывшей Первой гимназии, где учился Чичагов — ныне школа № 321, — была открыта мемориальная доска.
Во имя священномученика Серафима митрополита Петроградского (Чичагова) освящены храм в Москве, в районе Южное Бутово (Параскево-Пятницкое благочиние Юго-Западного викариатства), и храм в городе Лобне (Московская областная епархия, Химкинское благочиние).
В Санкт-Петербургском епархиальном управлении (Санкт-Петербург, наб.реки Монастырки,1) есть домовый храм во имя священномученика Серафима митрополита Петроградского, в котором находится святыня — часть саккоса (богослужебного облачения) святого.
Ежегодно в Удельнинской ДМШ проходит концерт духовной музыки, посвящённый памяти Серафима (Чичагов), на котором исполняются его произведения.

## Сочинения
- О значении дневников императоров и их наследников как справочников при их жизни и как исторических документов в будущем // ГАРФ. Ф. 677. Оп. 1. Д. 149.
- Письма к С. С. Игнатьевой // ГАРФ. Ф. 730. Оп. 1. Д. 4850-4851.
- Французская артиллерия в 1882 году // Артиллерийский журнал. — 1883. — № 6, 8.
- Церковь преподобного и богоносного отца нашего Сергия, игумена Радонежского, чудотворца (в Крапивках, на Трубе) при Константинопольском патриаршем подворье в Москве. М., 1884.
- Архив адмирала П. В. Чичагова / [Составлен Л. М. Чичаговым]: Вып. 1 [и единственный]. — СПб.: Тип. С. Добродеева, 1885. — 156 с.
- Павел Васильевич Чичагов и его записки // Русская старина. — 1886. — № 5.
- Доблести русских воинов (описание из прошлой войны. Описание отдельных подвигов 1877—1878 гг.) — Вып. I—II. — 3-е изд. — СПб., 1891.
- пребывания императора Александра II в Дунайской армии 1877—1878 г. — СПб., 1885; СПб, 1995.
- Что служит основанием каждой науке. — М., 1890.
- Медицинские беседы. — Ч. I—II. — М., 1892; Ч. III—IV. — M., 1895.
- Летопись Серафимо-Дивеевского монастыря Нижегородской губернии Ардатовского уезда. — М., 1896; СПб., 1903; Краснодар, 1991.
- Краткое содержание летописи Серафимо-Дивеевского монастыря. — М., 1896.
- Слово в великий пяток. О милосердии. М., 1896.
- Зосимова пустынь во имя Смоленской Божьей Матери. Летописный очерк. — М., 1899.
- Житие преподобного Серафима, Саровского чудотворца. — 2-е изд. — СПб., 1903.
- Житие Евфимия преп. священно-архимандрита Суздальского чудотворца. — СПб., 1904.
- О деятельности приходских советов в Орловской епархии. Орёл, 1908 (2-е изд.).
- Обращение к духовенству епархии по вопросу о возрождении приходской жизни. Кишинёв, 1909.
- Музыкальный дневник; Листки из музыкального дневника (38 пьес для органа, фисгармонии и фортепиано, 1905—1912).
- Духовно-музыкальные сочинения (муз. и сл., 15 пьес, 1913—1916).
- Херувимская песнь № 2 для смешанного хора; Достойно есть; Трисвятое.

В 1993 году в Санкт-Петербурге вышел в свет двухтомник «Да будет воля Твоя», в который вошли многие труды святителя Серафима. В 2003 году книга была переиздана (в одном большом томе, с прибавлением новых материалов) в Москве.
- Медицинское наследие священномученика митрополита Серафима Чичагова. — М.: Изд-во Сретенского монастыря, 2007. — ISBN 978-5-7533-0124-6.